# Espalion
Espalion (okcitansko Espaliou) je naselje in občina v južnem francoskem departmaju Aveyron regije Jug-Pireneji. Leta 2006 je naselje imelo 4.511 prebivalcev.

## Geografija
Kraj leži v pokrajini Rouergue ob reki Lot in njenem pritoku Boralde Flaujaguèse, 30 km severovzhodno od središča departmaja Rodeza.

## Uprava
Espalion je sedež istoimenskega kantona, v katerega so poleg njegove vključene še občine Bessuéjouls, Castelnau-de-Mandailles, Le Cayrol, Lassouts in Saint-Côme-d'Olt s 7.273 prebivalci.
Kanton Espalion je sestavni del okrožja Rodez.

## Zanimivosti
- srednjeveški grad Château de Calmont d'Olt, zgrajen na bazaltni skali nad krajem med 11. in 15. stoletjem, francoski zgodovinski spomenik,
- romanska cerkev église de Perse iz 10. in 11. stoletja,
- stari most Pont vieux iz 11. stoletja; kot del romarske poti v Santiago de Compostelo (Via Podiensis) na Unescovem seznamu svetovne kulturne dediščine.
- nekdanja gotska cerkev sv. Janeza Krstnika iz leta 1472, danes se v njej nahajata muzej skafandrov in muzej Joseph Vaylet,
- renesančni dvorec Le Vieux-Palaise, zgrajen na bregu reke Lot leta 1572,
- župnijska cerkev sv. Janeza Krstnika iz leta 1880, zgrajena v neogotskem slogu.